# 米納斯縣 (內烏肯省)

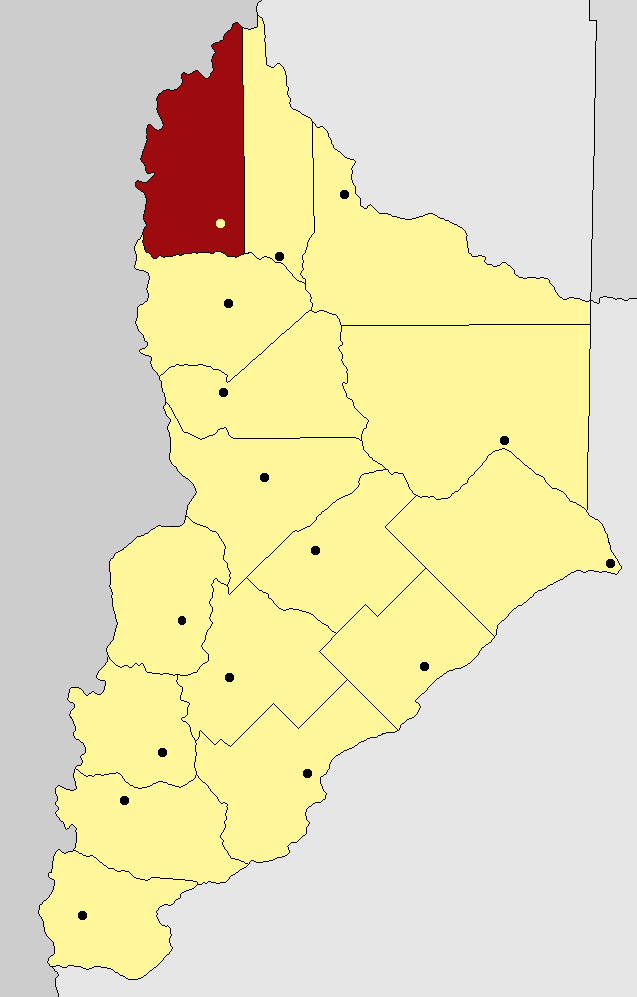

37°10′47″S 70°40′11″W / 37.17972°S 70.66972°W
米納斯縣（西班牙語：Departamento Minas），是阿根廷的縣份，位於該國西部內烏肯省，首府設於安達科略，北面和西面是智利，面積3,730平方公里，2010年人口4,727，人口密度每平方公里1.27人。